# Criptofascism
Criptofascism este un termen peiorativ utilizat cu scopul de a denota indivizi sau organizații care adoptă și susțin convingeri fasciste, însă își ascund agenda atât timp cât doctrina rămâne inacceptabilă din punct de vedere social. Termenul a fost utilizat pentru prima dată de către Gore Vidal în cadrul unei dezbateri televizate în cadrul postului ABC cu privire la Convenția Națională Democratică din 1968; acesta l-a descris pe William F. Buckley Jr. drept un „criptonazist”. Vidal și-a rectificat declarația mai târziu, numindu-l pe Buckley „criptofascist”. Cu toate acestea, termenul a apărut cu cinci ani înainte în lucrarea germană a sociologului Theodor W. Adorno, Der getreue Korrepetitor.
Cuvântul a fost utilizat și de către laureatul premiului Nobel Heinrich Böll într-un eseu din 1972 - intitulat Will Ulrike Gnade oder freies Geleit? - unde critica dur reportajul senzaționalist realizat de către tabloidul Bild a Baader-Meinhof Gang. În cadrul acestui eseu, Böll afirma că faptele celor de la Bild „nu sunt criptofasciste, nici fasciste, ci fascism curat. Agitație, minciuni, infamie.”
Criticii dau ca exemplu partidul politic Frontul Național condus de Marine Le Pen. Aceste partide fac apel la cetățenii conservatori din clasa de mijloc prin intermediul temelor naționaliste și tradiționaliste, însă exemplifică și tendințe spre violență, respectiv ambiguitate în ceea ce privește crimele fasciste din trecut. Alte partide de factură criptofascistă se găsesc în Ungaria, Italia, Grecia și Albania.